# EFD Induction

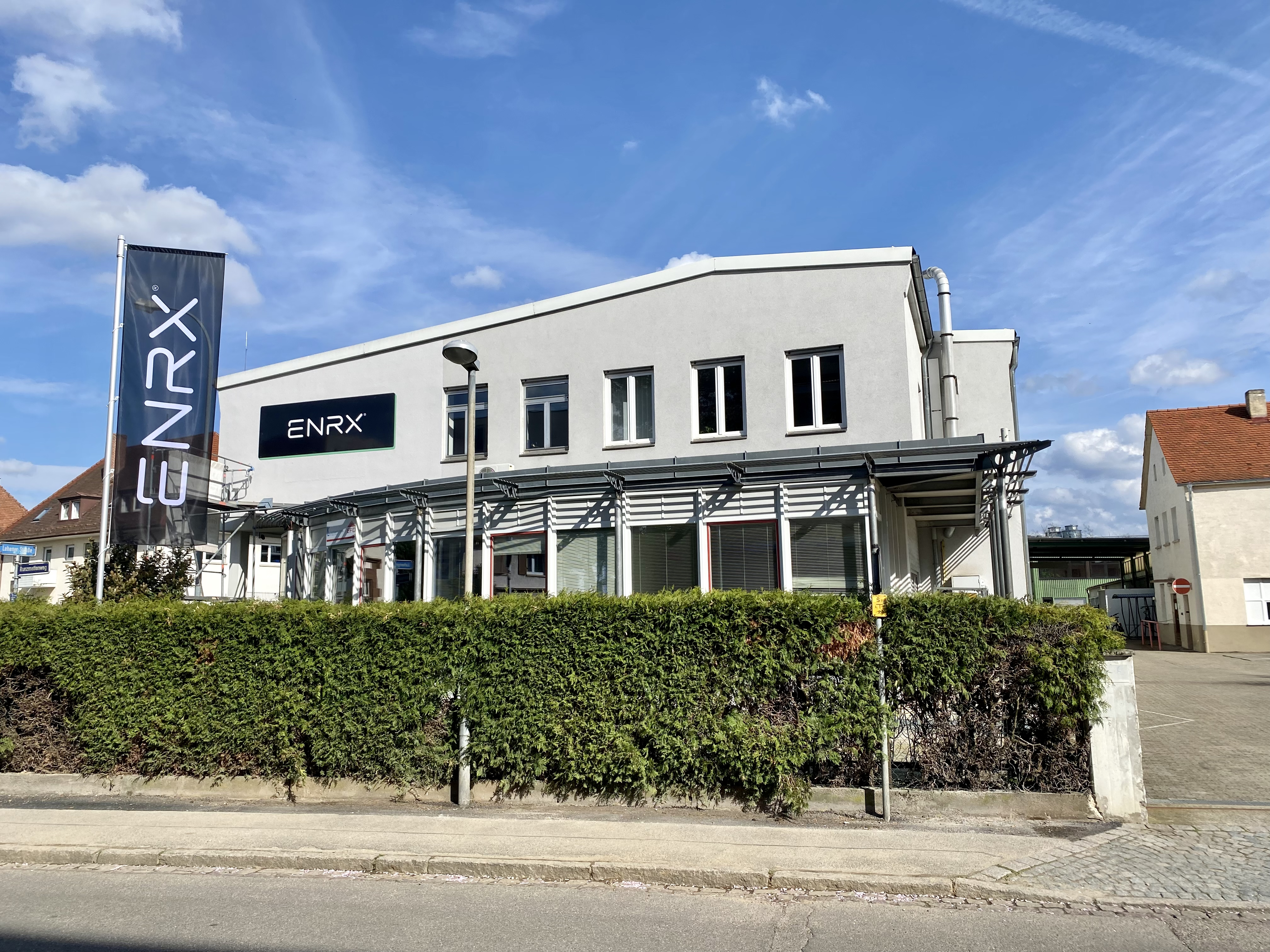
Das Firmengebäude von ENRX

ENRX GmbH (ehem. EFD Induction GmbH) ist einer der größten Hersteller von Induktions-Erwärmungsanlagen, mit Verkaufs-, Service- und Produktionsniederlassungen und Produktionsentwicklungs-Zentren weltweit. ENRX ist Nummer eins in Europa.
Seit 27. März 2023 heißt das Unternehmen schließlich ENRX. Der ehemalige Firmenname EFD war die Abkürzung von Elva Fritz Düsseldorf.
Die ENRX Group ist eine Holding und hat ihren Hauptsitz in Skien (Norwegen). In mehr als 25 Niederlassungen beschäftigt sie weltweit rund 1000 Mitarbeiter in 20 verschiedenen Ländern, davon ca. 60 Mitarbeiter am Standort Freiburg im Breisgau (Deutschland), der Firma ENRX GmbH.
Weitere Fertigungsstandorte sind Grenoble (Frankreich), Bangalore (Indien), Shanghai (China), Madison Heights (USA) und Bukarest (Rumänien).
Die Hauptkunden des Unternehmens stammen aus der Automobil- und Elektro- sowie auch aus der Maschinenbauindustrie.
Die ENRX Gruppe entwickelt und liefert Anlagen und Frequenzumrichter für die induktive Wärmebehandlung, insbesondere für das Härten, Löten, Rohrschweißen, Richten und viele andere industrielle Anwendungen.

## Geschichte
Das Unternehmen Fritz Düsseldorf GmbH mit dem Unternehmenslogo FDF wurde 1950 von dem Ingenieur Fritz Düsseldorf in Freiburg gegründet.
Der erste Umsatz wurde mit einzelnen Härteaufträgen für die benachbarte Industrie in der Schwarzwaldregion erzielt, wobei bereits im Gründungsjahr die erste Universal-Induktionshärtemaschine hergestellt und verkauft werden konnte. In den 70er Jahren übernahm die zweite Generation der Familie, unter Manfred Düsseldorf, ebenfalls Maschinenbau-Ingenieur, die Leitung und entwickelte FDF weiter zum führenden Hersteller von Anlagen zur induktiven Wärmebehandlung in Europa.
1996 fusionierte FDF mit dem norwegischen Unternehmen ELVA Induksjon a.s, das in den 80er Jahren durch transistorisierte und mobile Induktionserwärmungssysteme bekannt geworden war.
Der Maschinenbau für Induktions-Härteanlagen firmierte seither unter dem Namen Elva-Fritz Düsseldorf GmbH.
Heute ist die norwegische EFD Induction a.s. unter dem Dach der EFD-Gruppe, für die Entwicklung und Produktion von Frequenzumrichter bis 2000 kW / 400 kHz verantwortlich. Weiterhin werden Umrichter auch in Grenoble (Frankreich) und Bangalore (Indien) gefertigt.
1997 wurde die bis dahin integrierte Lohnhärterei in ein eigenständiges Unternehmen mit dem Namen Lohnhärterei Fritz Düsseldorf GmbH überführt und hatte ab 2007 den Namen EFD Härterei F. Düsseldorf GmbH. Der Standort dieser Härterei war seit 1998 in Freiburg-Hochdorf. Ende 2011 wurde die Lohnhärterei verkauft und zum 1. Januar 2012 in VTN Fritz Düsseldorf GmbH umbenannt. Nach einer Sitzverlegung zum 31. Mai 2022 nach Bielefeld, wurde der Standort in Freiburg-Hochdorf geschlossen.
2022 haben sich EFD Induction und IPT Technology zusammengeschlossen und heißen seit 27. März 2023 nun ENRX GmbH.

## Besonderheiten
Das Unternehmen hat die Induktive Erwärmung und das Laserhärten weltweit in vielen technischen Anwendungen weiterentwickelt, wie z. B. auch das Härten unter Schutzgas. Hierdurch hat ENRX viele nationale und globale Patente. Durch die Technik der induktiven und konduktiven Randschichterwärmung können Werkstücke partiell gehärtet werden. Die Härteanlage kann direkt in eine Fertigungslinie integriert werden.
Aus ökologischer Sicht kann durch die induktive Erwärmung im Vergleich zur konventionellen Erwärmung, beispielsweise im Ofen, erhebliche Energie eingespart werden.